# Cobblers Beach
Cobblers Beach är en strand i Mosman, en förort till Sydney, New South Wales, Australien. Den ligger i Sydney Harbour National Park och är upplåten för nakenbad.